# Północ-Południe (trylogia)
Północ-Południe (ang. North and South) – trylogia Johna Jakesa, na podstawie której w latach 1985–1986 oraz 1994 powstał miniserial telewizyjny pod tym samym tytułem, uznany później za jeden z najlepszych w historii telewizji. Na trylogię składają się Północ i Południe, Miłość i wojna oraz Piekło i niebo.
Wszystkie książki zostały wydane również w postaci audiobooków (wówczas, tzw. książka mówiona), w oparciu o wydania Krajowej Agencji Wydawniczej.
Jest to historia przyjaźni dwojga Amerykanów, wychowanych w różnych kulturach i światopoglądach – na Północy i Południu, przedstawiona na przestrzeni lat, w okresie poprzedzającym wojnę secesyjną, samej wojny oraz po jej zakończeniu.

## Fabuła

### Północ i Południe
Północ i Południe (North and South, 1982) – pierwsza część cyklu. Jej akcja rozgrywa się od Lat 40. XIX wieku po rok 1861. Główni bohaterowie poznają się jako kilkunastoletni młodzieńcy w drodze do prestiżowej akademii wojskowej West Point. Spotykają tam swojego przyszłego największego wroga - sadystycznego Elkanaha Benta, który poprzysięga im zemstę, gdy za ich sprawą zostaje usunięty z Akademii.
Po ukończeniu szkoły Orry i George trafiają natychmiast na pole bitwy, na wojnę z Meksykiem. Orry zostaje ciężko ranny, a życie ratuje mu George. Chłopak traci jednak ramię.
Po zakończeniu wojny mężczyźni wracają do domów, lecz przyjaźń trwa. Zbliżają się do siebie również ich rodziny. George wchodzi w spółkę ze starszym bratem Orry’ego; Cooperem. Jego brat, Billy Hazard, studiuje w West Point wraz z kuzynem Mainów – Charlesem, a młodsze siostry Orry’ego podkochują się w Billym Hazardzie. Ostatecznie Brett zostaje jego żoną. Narastający konflikt w narodzie miewa jednak niekiedy wpływ na relacje między głównymi bohaterami.
Nadchodzi wiosna 1861 roku. Wybucha wojna, która rozdziela obie rodziny, pełne nadziei na rychłe spotkanie.

#### Informacja o polskim wydaniu
W Polsce powieść ukazała się nakładem Krajowej Agencji Wydawniczej w Katowicach. Wydana została w dwóch tomach – oba w roku 1991. Tłumaczenia dokonał Mieczysław Dutkiewicz.

### Miłość i wojna
Miłość i wojna (Love and War, 1984) – część druga serii opowiada o latach wojny (1861–1865). Nie wszyscy bohaterowie dożywają jej końca. Więzi łączące obie rodziny okazują się silniejsze i spotykają się one po zakończeniu konfliktu. Hazardowie postanawiają pomóc Mainom w odbudowie zrujnowanej plantacji.

#### Informacja o polskim wydaniu
W Polsce powieść ukazała się nakładem Krajowej Agencji Wydawniczej w Katowicach. Wydana została w dwóch tomach – oba w roku 1992. Tłumaczenia dokonali Mieczysław Dutkiewicz (t. 1) i Feliks Netz (t. 1 i 2).

### Niebo i piekło
Piekło i niebo (Heaven and Hell, 1987) – ostatni tom koncentruje się na odbudowie zrujnowanego wojną kraju. Akcja rozgrywa się w latach 1865–1868. Charles Main leczy powojenne rany, walcząc z Indianami na Zachodzie. Elkanah Bent morduje żonę Hazarda; Konstancję. Madelaine Main musi stawić czoła fanatykom z Ku Klux Klanu.

#### Informacja o polskim wydaniu
W Polsce powieść ukazała się nakładem Krajowej Agencji Wydawniczej w Katowicach. Wydana została w dwóch tomach – oba w roku 1992. Tłumaczenia dokonał Zbigniew Białas.

## Ekranizacje
Powieści zostały zekranizowane w formie dwóch sześcioodcinkowych i jednego trzyodcinkowego miniserialu. Główne role zagrali Patrick Swayze i James Read. Wszystkie były wielokrotnie emitowane w Polsce, po raz pierwszy wiosną 1990 roku. Wydane zostały również na kasetach VHS i płytach DVD.